# Vårgård, Upplands Väsby kommun
Vårgård är en bebyggelse i anslutning till Länsväg 268 på gränsen mellan Upplands Väsby och Vallentuna kommun som från 2015 till 2023 var avgränsad till en småort.